# Programa Artemis
El programa Artemis o Artemisa es un programa internacional de vuelo espacial tripulado (en proyecto) liderado por la NASA, junto con empresas privadas de vuelos espaciales de EE. UU. y seis importantes agencias asociadas; la Agencia Espacial Europea (ESA), la Agencia Japonesa de Exploración Aeroespacial (JAXA), la Agencia Espacial Canadiense (CSA), la Agencia Espacial de Israel (ISA), Agencia Espacial Australiana (ASA) y la Comisión Nacional de Actividades Espaciales (CONAE), con el objetivo de volver a explorar la Luna y llevar a «la primera mujer y el próximo hombre», específicamente a la región lunar del polo sur para finales de 2025. La NASA tiene a Artemis como el siguiente paso hacia y en órbita lunar, y sentar las bases para que las empresas privadas afiancen una economía lunar y, finalmente, enviar humanos a Marte, a partir de 2033.
En diciembre de 2017, el expresidente Donald Trump firmó la Directiva de Política Espacial 1, autorizando la campaña lunar. El programa Artemis cuenta con la ayuda de programas de naves espaciales en curso que incluyen Orión, Plataforma Orbital Lunar Gateway y Commercial Lunar Payload Services, y agrega un módulo de aterrizaje tripulado aún en proceso de desarrollo. El Sistema de lanzamiento espacial (SLS) servirá como vehículo de lanzamiento principal para Orion, mientras que los vehículos de lanzamiento comercial están planeados para lanzar otros elementos del programa. La NASA solicitó 1600 millones de dólares en fondos adicionales para Artemis para el año fiscal 2020, mientras el Comité de Asignaciones del Senado solicitó a la NASA un perfil presupuestario de cinco años, necesario para la evaluación y aprobación del Congreso.

## Vehículos de superficie

### VIPER

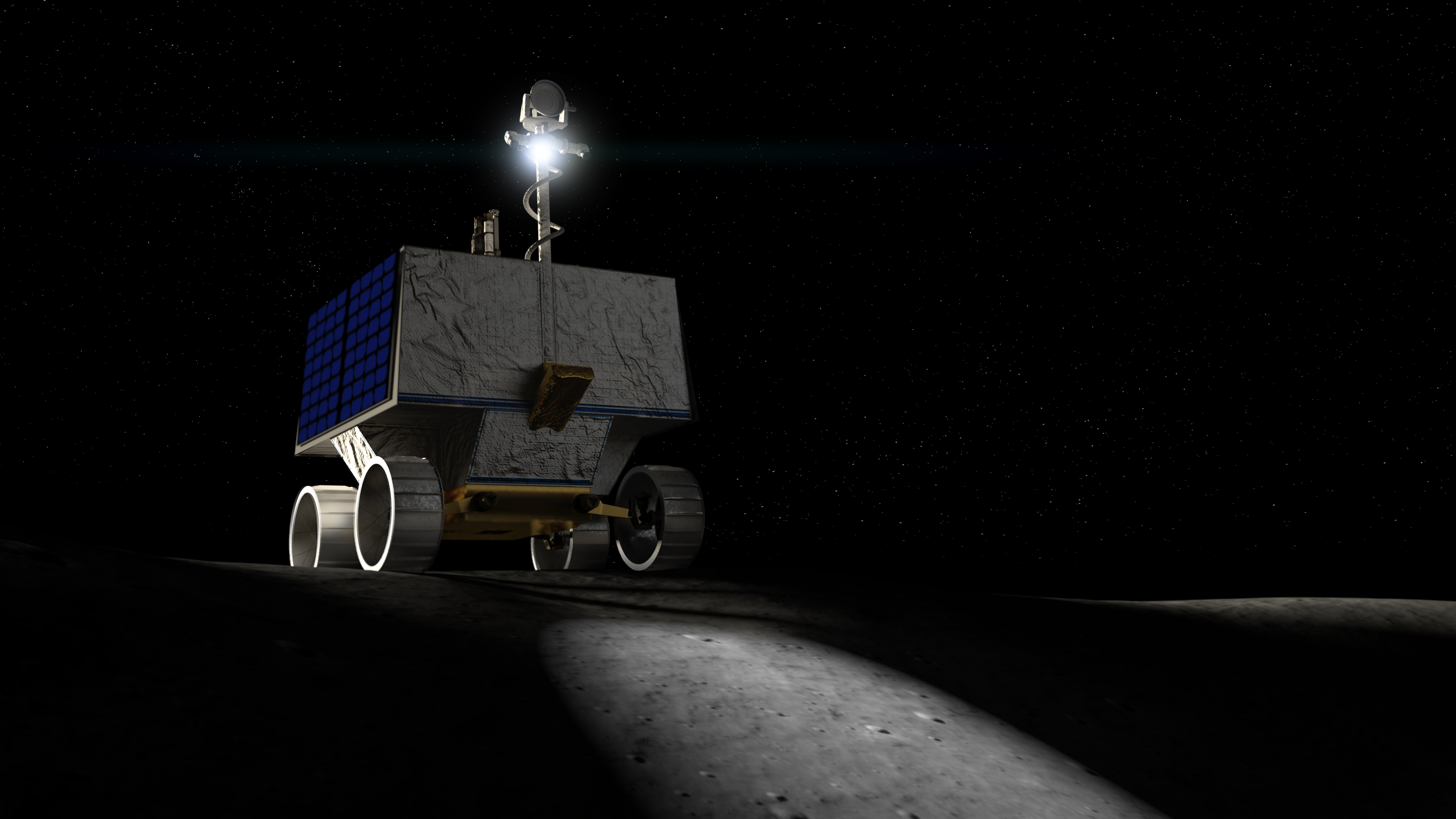
El Rover VIPER de la NASA.

El VIPER (Volatiles Investigating Polar Exploration Rover) es un rover lunar de la NASA que tiene previsto colocar en la superficie de la Luna a partir de noviembre del 2024. Tendrá la función de buscar recursos lunares en áreas permanentemente umbrías en el polo sur de la Luna, especialmente mediante el mapeo de distribución y concentración de agua congelada. La misión se basa en un concepto anterior de rover de la NASA llamado Resource Prospector, que fue cancelado en 2018.
El rover VIPER forma parte del Lunar Discovery and Exploration Program (programa de descubrimiento y exploración lunar) administrado por la Dirección de la Misión Científica con sede en la NASA, y está destinado a apoyar el programa tripulado Artemis. El Centro de Investigación Ames de la NASA está gestionando el proyecto rover. El hardware para el rover está siendo diseñado por el Centro Espacial Lyndon B. Johnson, mientras que los instrumentos son proporcionados por Ames, Kennedy y Honeybee Robotics. El gerente del proyecto es Daniel Andrews, y el científico del proyecto es Anthony Colaprete, quien está implementando la tecnología desarrollada para el rover Resource Prospector ahora cancelado. El presupuesto estimado de la misión es de 250 millones de dólares.
El rover operará en una región del polo sur aún por determinar. Se planea que recorra varios kilómetros, recopilando datos sobre diferentes tipos ambientales del suelo afectados por la luz y la temperatura, —aquellos en completa oscuridad, luz ocasional y luz solar constante. Una vez que ingresara a un lugar permanentemente sombreado, funcionará solo con la batería y no podrá recargarlas hasta que se dirija hacia un área iluminada por el Sol. El tiempo operativo se estima en aproximadamente 100 días terrestres.
Tanto el lanzador como el módulo de aterrizaje que se utilizarán se proporcionarán por medio de concurso a través de los contratistas de los Commercial Lunar Payload Services (CLPS). La NASA tiene como objetivo aterrizar el rover ya en diciembre de 2022.

### Rovers lunares tripulados

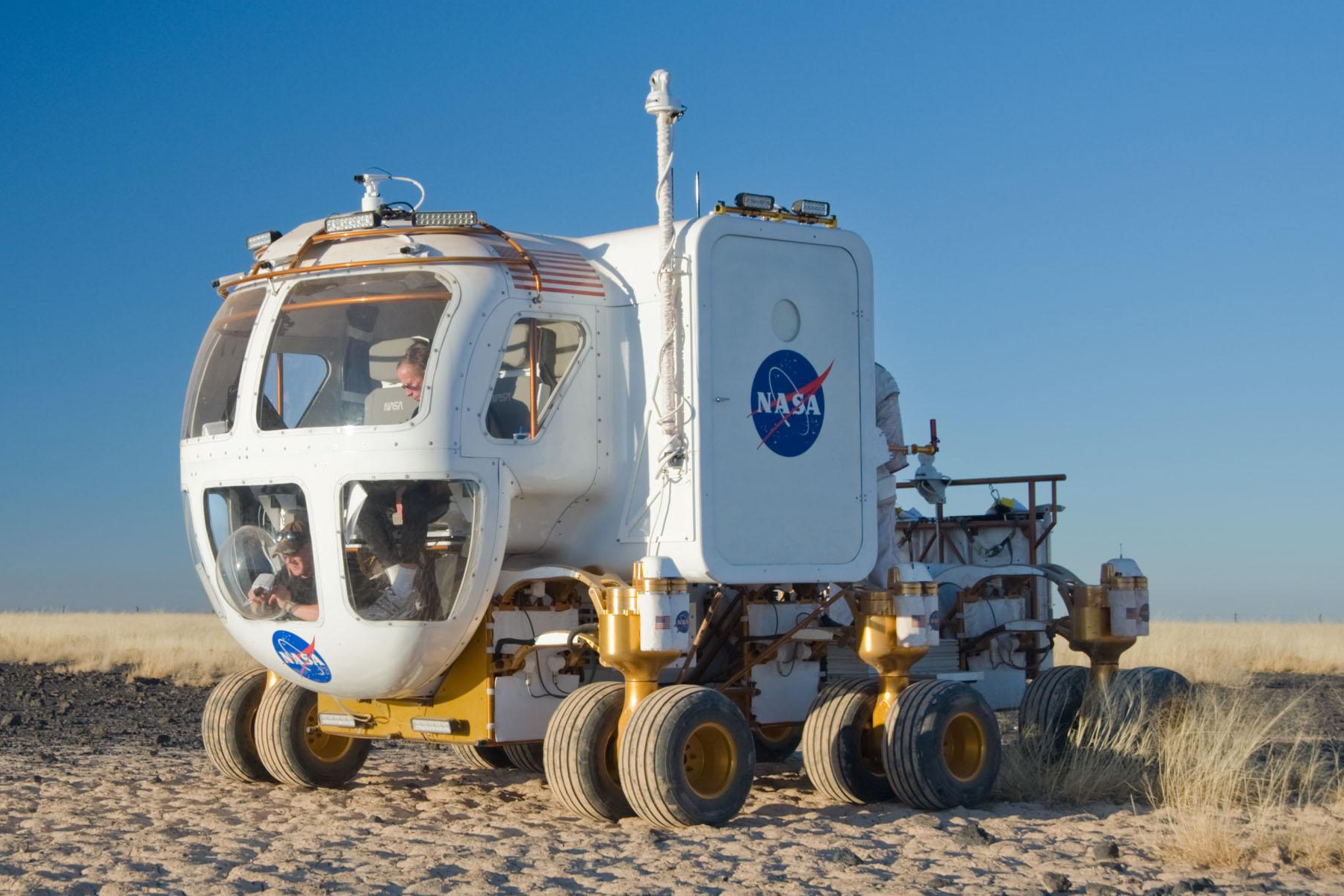
Vehículo de exploración espacial de la NASA

Como se anunció en noviembre de 2019, la NASA mediante una iniciativa de recogida de información informará sobre la operatividad de rovers lunares no presurizados. El rover estaría preposicionado en la superficie lunar usando una nave espacial CLPS. En el manifiesto de vuelo de 2020 fue denominado como Mobile Habitat, lo que sugiere que podría desempeñar un papel similar al ILREC Lunar Bus. Estaría listo para que la tripulación lo utilizara en la superficie, pero también podría controlarse de forma autónoma desde la puerta de enlace u otras ubicaciones. Japón está evaluando actualmente un gran rover lunar presurizado que se lanzaría en 2029 con destino a la superficie lunar y sería parte de su contribución al programa Artemis. La NASA, con el programa Constelación (cancelado) desarrolló el Vehículo de exploración espacial y se desconoce si formará parte de la equipación del Artemis. El prototipo todavía se presenta en promociones exhibiéndose en eventos de la NASA.

### Puesto avanzado de superficie de Artemis

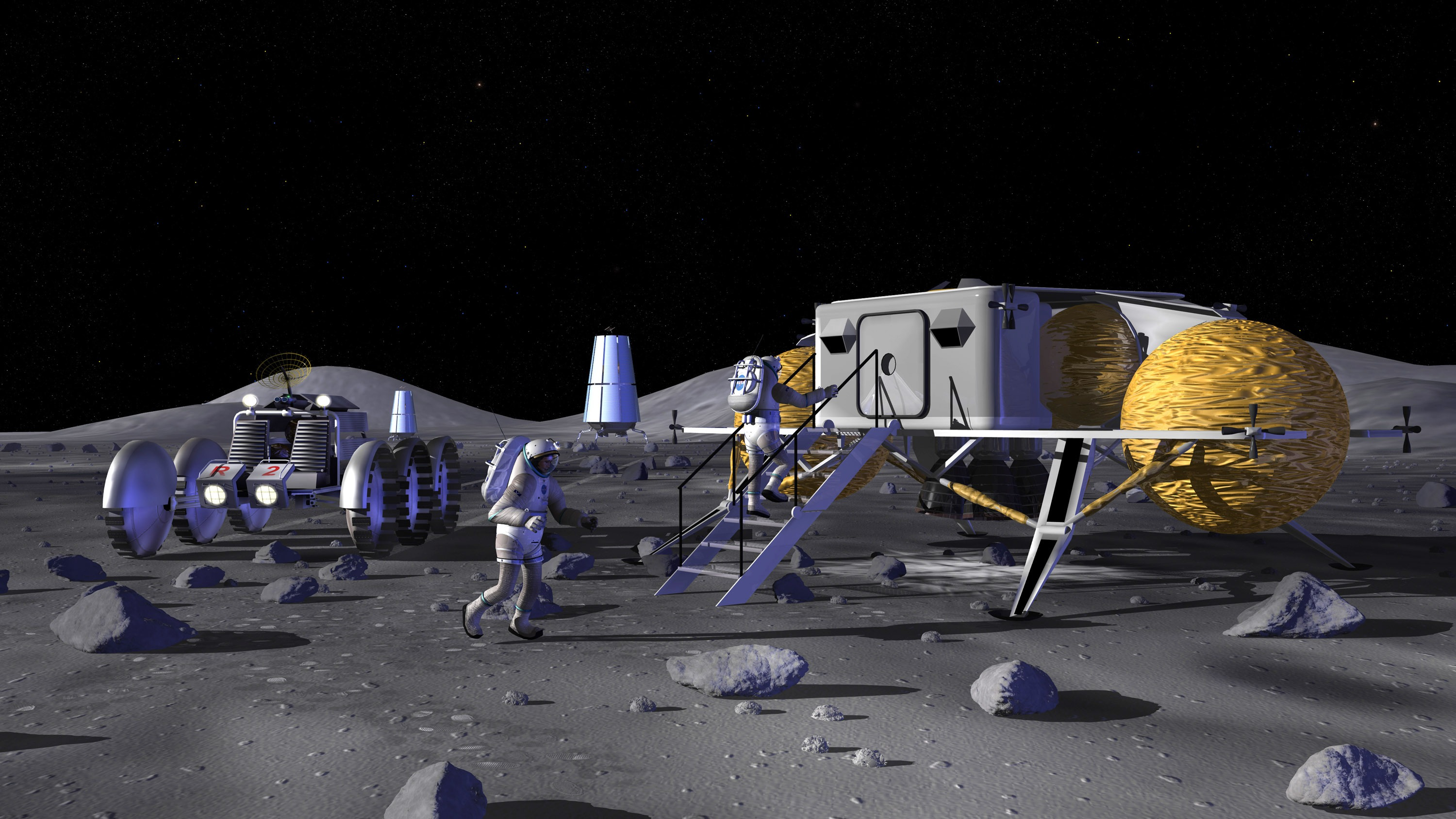
Diseño de puesto avanzado lunar de SEI, la base de Artemis podría ser muy similar a esto

Poco se sabe sobre el puesto avanzado en superficie con la información proveniente de estudios y manifiestos de lanzamiento que incluyen su lanzamiento. Se construiría y posiblemente se lanzaría en 2028 junto con Space Exploration Initiative. El primer hábitat se conoce como Hábitat de la Fundación Artemis, el anterior activo de superficie Artemis. Los modelos de lanzamiento actuales muestran que colocarlo en la superficie sería similar al HLS. El hábitat presurizado se pondría en la puerta de enlace, donde luego se uniría a una etapa de descenso lanzada por separado desde otro lanzador, utilizaría la misma etapa de transferencia utilizada para el HLS. Otros diseños de 2019 posible es lanzarlo desde un SLS Bloque 1B como una sola unidad y posicionarlo directamente en la superficie. Después se conectaría a un sistema de energía de superficie lanzado por una misión CLPS y probado por la tripulación Artemis 6. La ubicación de la base sería en la región del polo sur y probablemente sería un sitio visitado previamente por misiones tripuladas y robóticas.

## Vehículos de lanzamiento

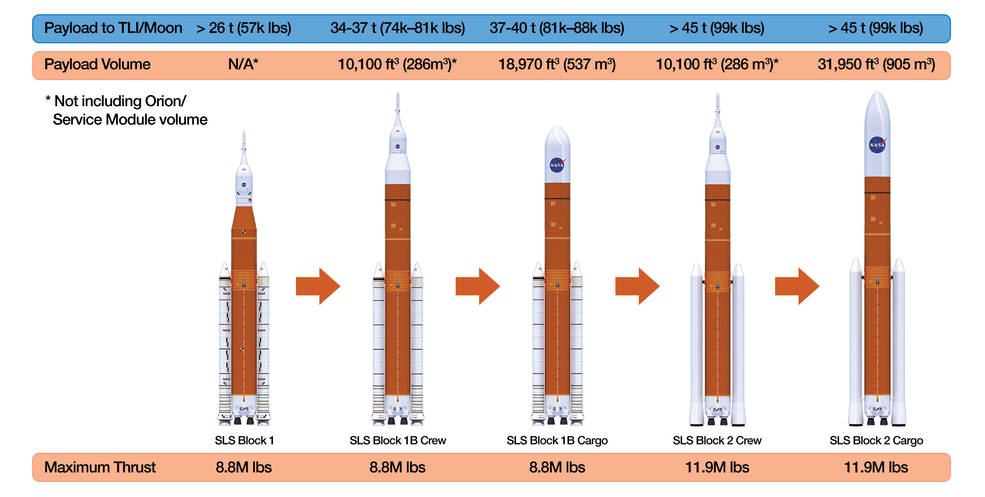
Evolución planificada del sistema de lanzamiento espacial, el principal vehículo de lanzamiento de Orion

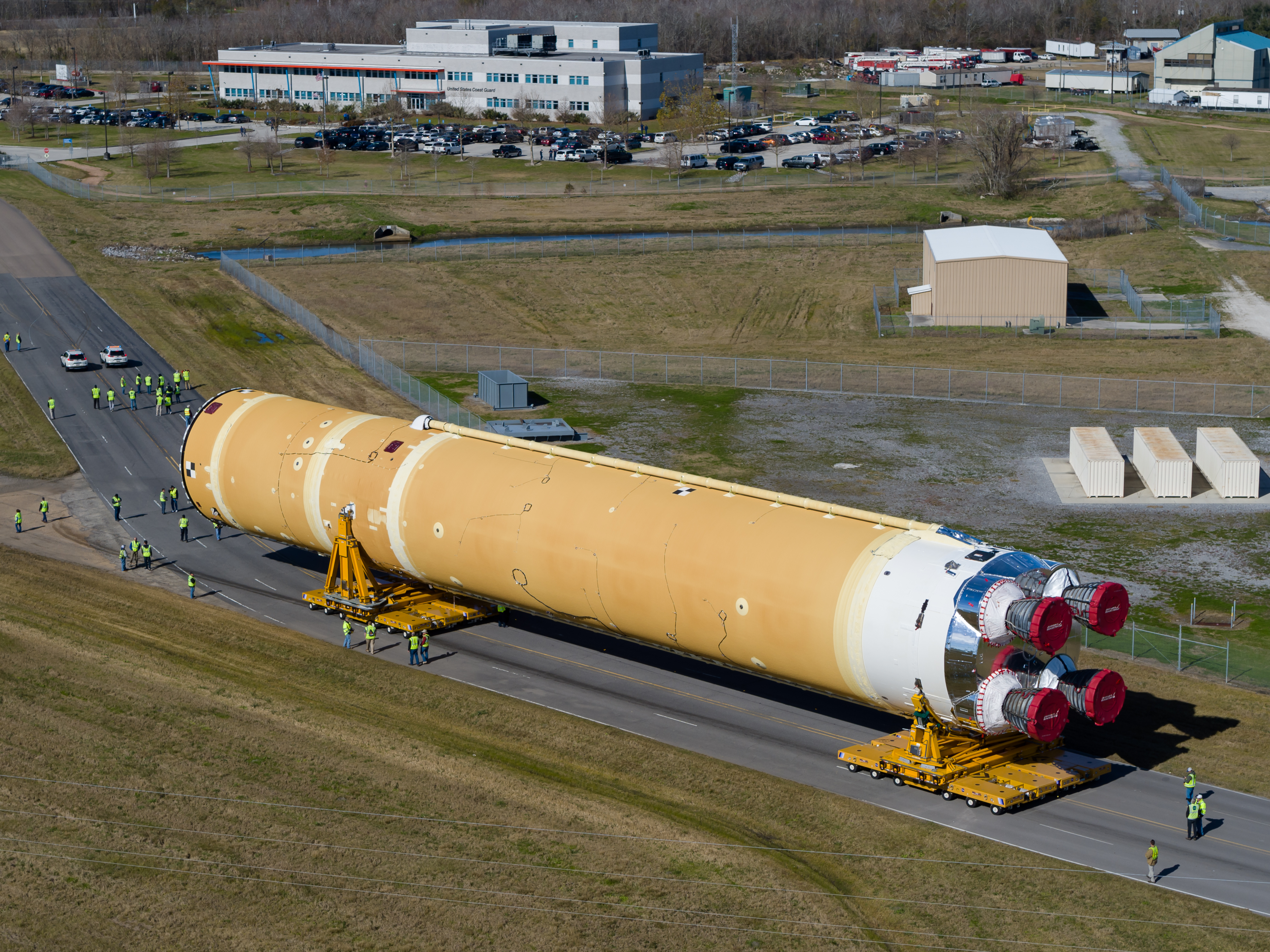
Etapa principal del SLS dirigiéndose desde Michoud a su lugar de lanzamiento el 8 de enero de 2020, antes de la Misión Artemis 1

### Sistema de lanzamiento espacial (SLS)
El Sistema de lanzamiento espacial (SLS) es un vehículo desechable de elevación superpesada de EE. UU., que inició su desarrollo en 2011.
Tendrá 4 versiones, "Bloque 1", "Bloque 1B", "Bloque 2" y "Bloque 2B", cada una más grande y potente. Será el cohete más potente que se haya creado hasta la fecha, capaz de poner en órbita 70 toneladas en su versión "Bloque 1", 97,5 toneladas en la versión "Bloque 1B" y 143 toneladas en su versión "Bloque 2".
El Congreso de los EE. UU. vio factible utilizar el "Bloque 1" del SLS para impulsar una carga útil de 97,5 toneladas métricas (209 000 lb) a la órbita terrestre baja (LEO), y con este sistema serán lanzados el Artemis 1, Artemis 2 y Artemis 3. El siguiente Bloque 1B está pensado para enviar la Exploration Upper Stage así como las futuras misiones Artemis 4 y consecutivas hasta el Artemis 7. Se prevé que el Bloque 2 reemplace a los anticuados cohetes del Shuttle con cohetes más actualizados y evolucionados con una capacidad LEO de más de 150 toneladas métricas (330 000 lb), siempre que sea factible por el Congreso. El Bloque 2 tendrá como uno de sus objetivos principales enviar misiones tripuladas a Marte. El SLS lanzará la nave espacial Orión utilizando el mando de operaciones terrestres e instalaciones de lanzamiento del Centro espacial John F. Kennedy de la NASA en Florida.
En marzo de 2019, la Administración de Donald Trump anunció su solicitud de presupuesto para el año fiscal 2020 para la NASA. Este presupuesto no incluía inicialmente ningún dinero para las variantes Bloque 1B y Bloque 2 de SLS, posteriormente se realizó una solicitud de un aumento de presupuesto de 1600 millones de dólares para SLS, Orion y aterrizadores tripulados. El Bloque 1B está previsto que pueda lanzar la misión Artemis 4, utilizándose principalmente para transferencias de tripulación y logística en lugar de construir la Puerta de enlace como se planeó inicialmente. Se planeó un bloque sin enganche para lanzar la nave a la superficie lunar en 2028, sería el primer puesto avanzado lunar del programa Artemis, pero ahora ese lanzamiento se ha permitido que sea enviado por un lanzador comercial. Se prevé que el desarrollo del Bloque 2 comenzará a finales de la década de 2020, después de que la NASA haya visitado frecuentemente la superficie lunar y se enfoque de otra manera las misiones a Marte.
En octubre de 2019 la NASA, antes de informar que tenía previsto contratar de nuevo a Boeing, anunció que había autorizado a la empresa para comprar fungible para más cohetes SLS. Se espera que este contrato respalde hasta diez etapas centrales y ocho Exploration Upper Stage.

### Vehículos de lanzamiento de apoyo
Aunque la NASA pensó en que el cohete Delta IV Heavy y el cohete Falcon Heavy podrían lanzar una nave espacial Orion tripulada, finalmente decidió usar únicamente el SLS para lanzar la nave espacial Orion sin tripulación.
El módulo Elemento de Propulsión y Energía (PPE) y el Puesto de avanzada y Logística (HALO) de la plataforma orbital, que se planificaron previamente para ser lanzados con Bloque 1B de SLS, finalmente volarán en vehículos de lanzamiento comerciales aún por determinar. La Plataforma Orbital contará con el apoyo y el reabastecimiento de aproximadamente 28 misiones comerciales de carga lanzadas con cohetes comerciales. Los Servicios de Logística de Gateway (GLS) estarán a cargo de misiones de reabastecimiento, así como el contrato de construcción de un vehículo de reabastecimiento capaz de permanecer atracado en la Plataforma Orbital durante un año de operaciones, y proveer y generar energía propia mientras esté atracado y la posibilidad de tener autonomía plena al final de la misión.
Los tres componentes de un aterrizador lunar tripulado también se desplegarán en la estación con un lanzador comercial antes de la llegada de la primera misión tripulada, Artemis 3.

### Acuerdos de Artemis
El 5 de mayo de 2020, Reuters informó que la administración Trump estaba redactando un nuevo acuerdo internacional que describía las leyes para la minería en la Luna. El administrador de la NASA, Jim Bridenstine, anunció oficialmente los Acuerdos Artemis el 15 de mayo de 2020. Consiste en una serie de acuerdos bilaterales entre los gobiernos de las naciones participantes en el programa Artemis "basados en el Tratado sobre el espacio ultraterrestre de 1967". Los Acuerdos Artemis han sido criticados por algunos investigadores estadounidenses como "un esfuerzo estratégico concertado para redirigir la cooperación espacial internacional en favor de los intereses comerciales estadounidenses a corto plazo". Los Acuerdos fueron firmados por Estados Unidos, Australia, Canadá, Japón, Luxemburgo, Italia, Reino Unido y Emiratos Árabes Unidos el 13 de octubre de 2020 y posteriormente firmados por Ucrania. En mayo de 2021, Corea del Sur se unió como décimo estado signatario de los Acuerdos de Artemis, y Nueva Zelanda lo siguió más tarde ese mismo mes. Brasil se convirtió en el duodécimo país signatario en junio de 2021. Polonia se convirtió en el decimotercer país signatario en octubre de 2021. México firmó en diciembre de 2021. Israel firmó en enero de 2022, Rumania y Singapur en marzo de 2022, Colombia firmó en mayo de 2022, Francia firmó en junio de 2022, seguida de Arabia Saudita en julio de 2022. En junio de 2023, la India firmó los Acuerdos. Argentina firmó en julio de 2023. Uruguay el 15 de febrero de 2024.

## Nave espacial

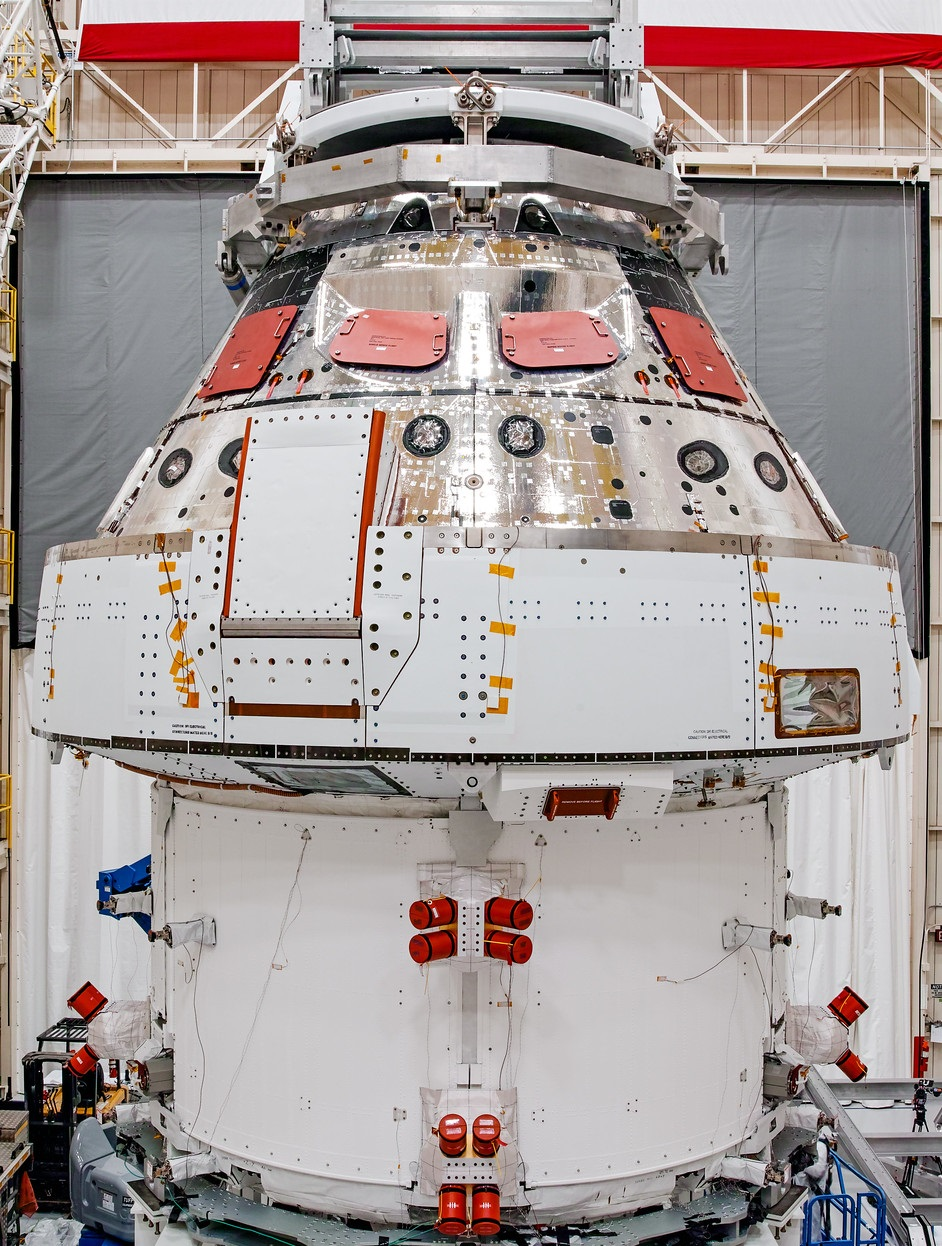
La nave espacial Orión de la NASA preparada para la misión Artemis 1, ubicada en el Centro de investigación Glenn, 1 de diciembre de 2019

### Orión
Orión será la nave encargada de llevar a los astronautas hasta la órbita lunar, se acoplará con la Plataforma Orbital Lunar Gateway. La cápsula ha sido desarrollada con la ayuda de la Agencia Espacial Europea.
El vehículo Orion Multi-Purpose Crew Vehicle (Orion MPCV) es una clase de vehículo de lanzamiento reutilizable, utilizada en los programas de vuelos espaciales tripulados de la NASA. Dividida en dos espacios: un módulo de tripulación (CM) fabricado por Lockheed Martin y un módulo de servicio europeo (ESM) fabricado por Airbus Defence and Space, está diseñada para ayudar a la tripulación más allá de la órbita terrestre baja. Orión está equipado con un sistema de alimentación mediante paneles solares, un sistema de atraque automático e interfaces de cabina de cristal según modelo utilizado en el Boeing 787 Dreamliner, puede contener hasta seis tripulantes durante 21 días sin atracar y hasta seis meses atracado. Posee un único motor AJ10 que proporciona la propulsión primaria de la nave espacial, y ocho motores R-4D-11 y seis módulos de motores de control de reacción desarrollados por Airbus proporcionan la propulsión secundaria de la nave espacial. Aunque es compatible con otros vehículos de lanzamiento, Orión está diseñado en principio para ser ubicado encima del cohete del Sistema de Lanzamiento Espacial (SLS), con un sistema de escape de lanzamiento de torre.
La NASA informó, el 24 de mayo de 2011 el proyecto Orion MPCV. Su diseño está basado en el vehículo tripulado de exploración del programa Constelación, ya cancelado. Lockheed Martin está construyendo el módulo de comando en las instalaciones de Michoud Assembly Facility, mientras que Airbus Defence and Space está construyendo el módulo de servicio Orión con fondos de la Agencia Espacial Europea.

### Plataforma Orbital Lunar Gateway

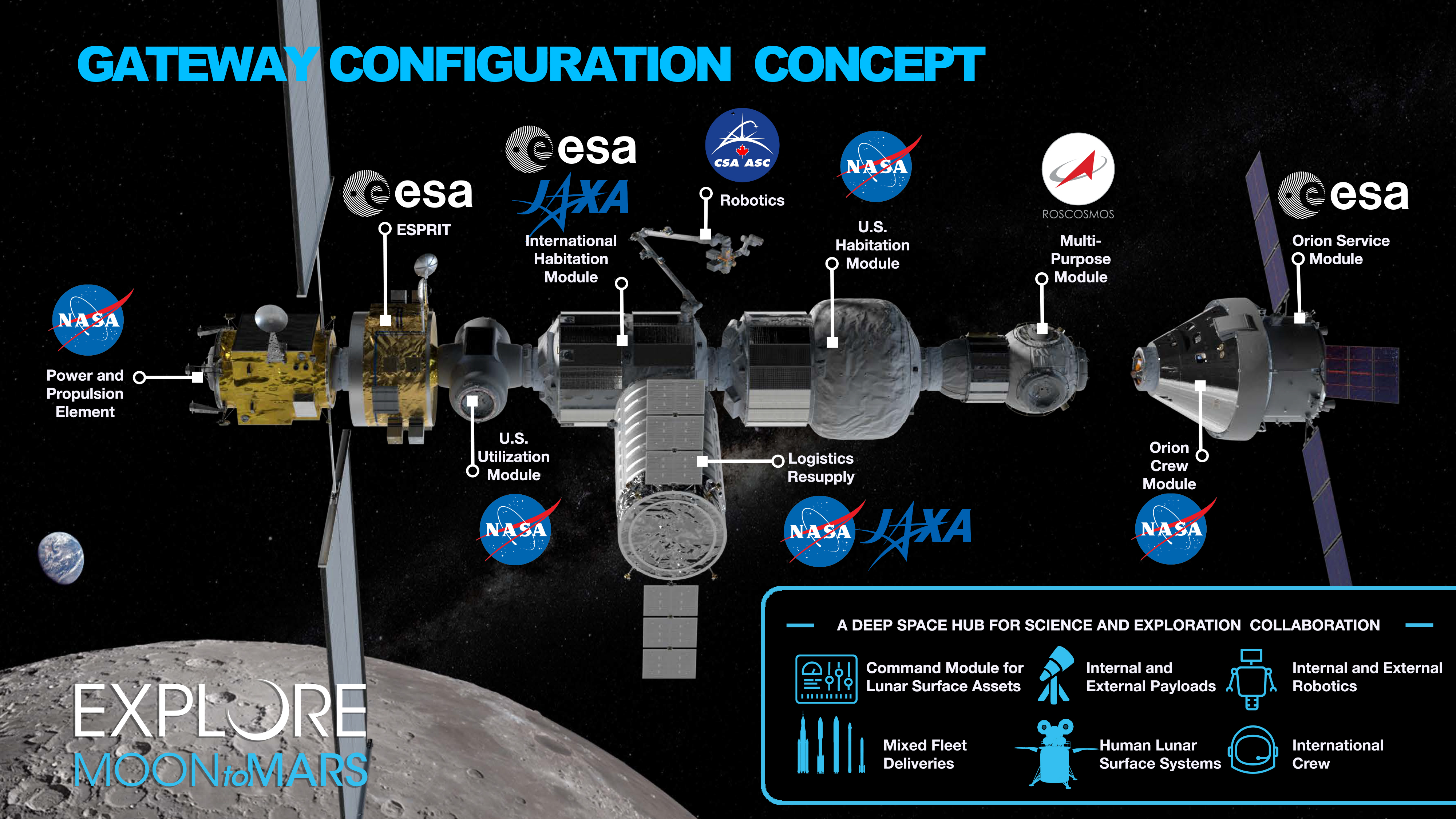
Configuración prevista de la Plataforma Orbital Lunar Gateway

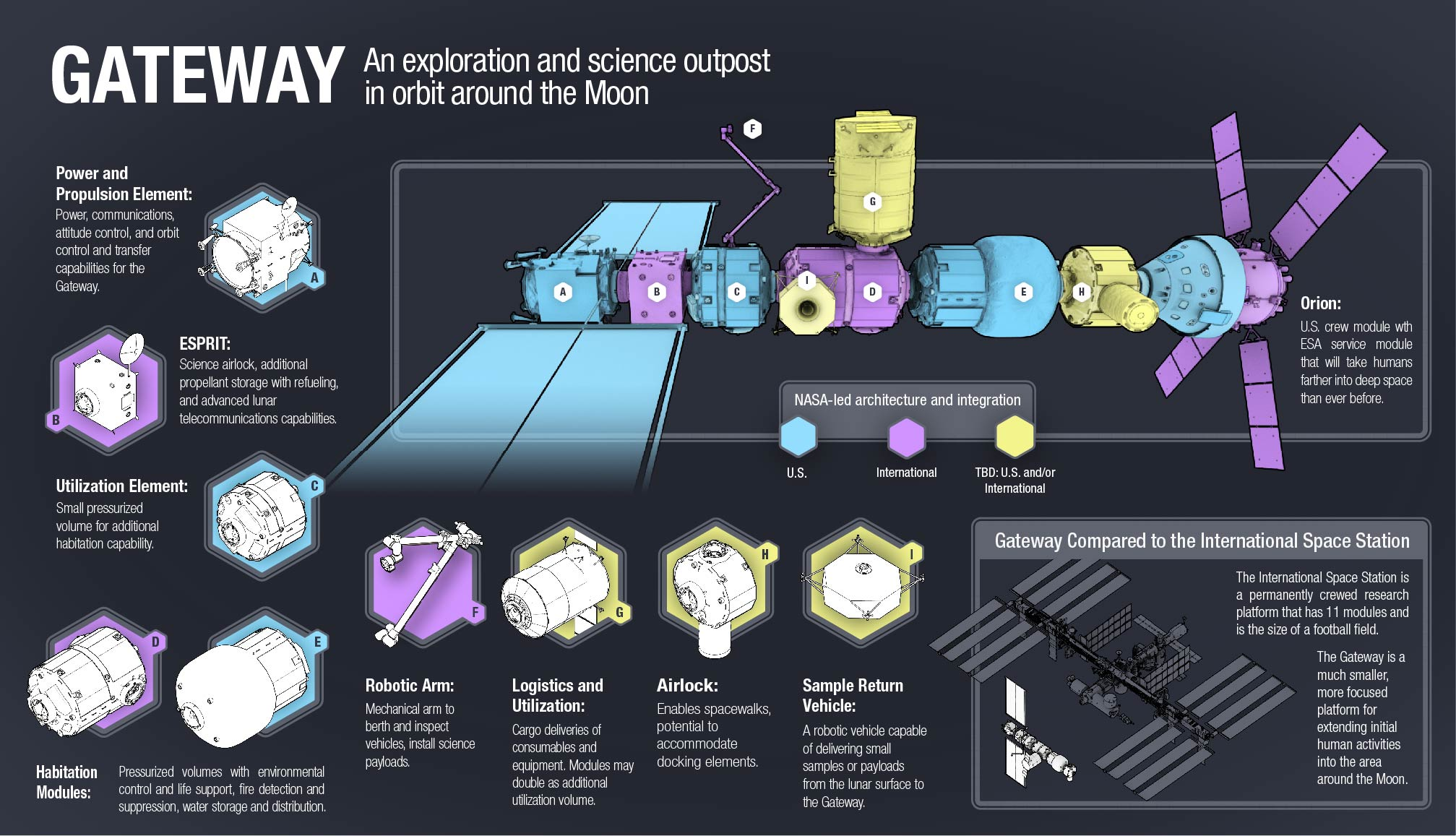
Componentes de la Plataforma Orbital Lunar Gateway

La Plataforma Orbital Lunar Gateway es una estación espacial que está en desarrollo, sus primeros módulos, el PPE y el HALO se lanzarán en mayo de 2024 mediante un Falcon Heavy de SpaceX, con el propósito de ser desplegada en la órbita lunar. Destinada a servir como centro de comunicaciones sustentado por energía solar, estará compuesta por un laboratorio de ciencias, un módulo de habitación de corta estancia y un habitáculo para rovers y otros robots. Será el lugar en el que los astronautas se acoplen con la cápsula Orión y bajen después hacia la superficie lunar con los módulos de descenso. Para su construcción, se lanzarán los módulos por separado, con cohetes de la NASA tales como el SLS o el Atlas V o bien con otros cohetes de compañías privadas como el Falcon Heavy de SpaceX o el New Glenn de Blue Origin.
El Elemento de Propulsión y Energía (PPE) comenzó a desarrollarse en el Laboratorio de Propulsión a Reacción durante la cancelada Asteroid Redirect Mission (ARM). La primera idea fue construir una nave espacial robótica propulsada por energía solar que recuperaría una roca de varias toneladas de un asteroide y llevarla a una órbita lunar segura para su estudio. Cuando se canceló ARM, se pensó reutilizar el sistema de propulsión eléctrica solar como parte de la Plataforma Orbital Lunar Gateway. El PPE permitirá acceder a la superficie lunar y actuará como remolcador espacial para naves visitantes. También servirá como centro de comando y comunicaciones de la Plataforma Orbital. Está previsto que tenga una masa de 8-9 t y capacidad de generar 50 kW utilizando energía solar para sus propulsores iónicos, que pueden complementarse con propulsión química.
El Puesto Avanzado de Habitación y Logística (HALO), también conocido como Módulo de Habitación Mínima (MHM) y anteriormente designado como Módulo de Utilización, será construido por la empresa Northrop Grumman Innovation Systems (NGIS). Está basado en un módulo de reabastecimiento Cygnus, en su exterior se instalarán puertos de acoplamiento radial, radiadores montados en el cuerpo (BMR), baterías y antenas de comunicaciones. Será un módulo de pequeño habitáculo, pero con un volumen presurizado funcional con espacio para comandos, control y manejo de datos, almacenamiento de energía y distribución de energía, control térmico, comunicaciones y capacidades de seguimiento, dos axiales y hasta dos puertos de acoplamiento radiales, volumen de estiba, control ambiental y sistema de soporte vital para proveer a la nave espacial Orion y a una tripulación de cuatro astronautas durante al menos 30 días.

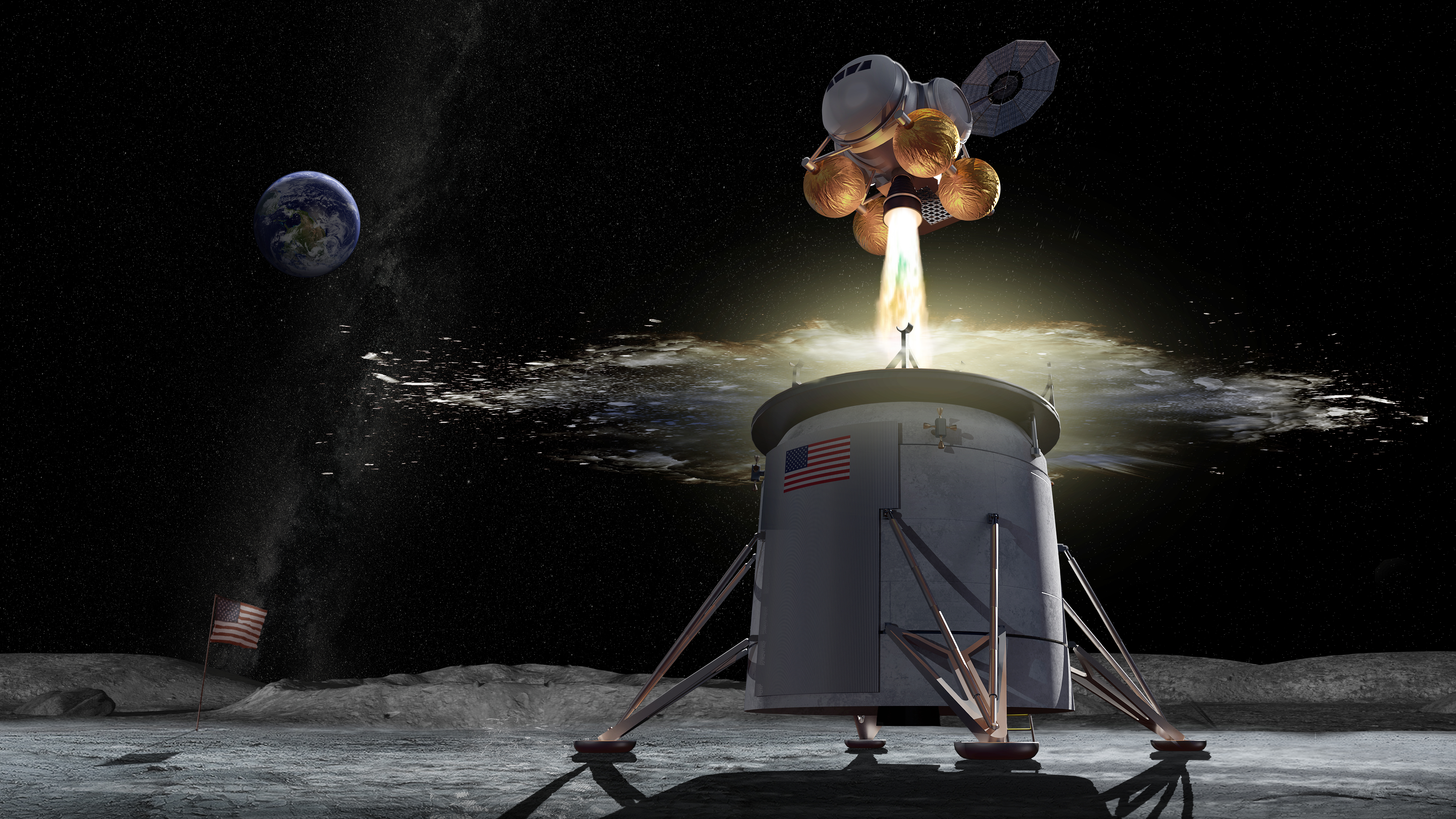
Visión artística de la etapa de ascenso del Advanced Exploration Lander

Según Doug Loverro, administrador asociado de la NASA para exploración y operaciones tripuladas, hay esperanzas de que la construcción de la Plataforma Orbital finalice antes de 2024 para así utilizar fondos para el HLS. Aunque también informó de que el PPE podría afrontar demoras y que trasladarlo al 2026 permitiría un vehículo más refinado. Indicando que los socios internacionales implicados en la Plataforma Orbital, no tendrán sus módulos preparados hasta 2026 de todos modos. El único módulo de aterrizaje capaz de operar sin necesitar la plataforma orbital es el Boeing Human Landing System (HLS) de Boeing.

### Concepto de Advanced Exploration Lander

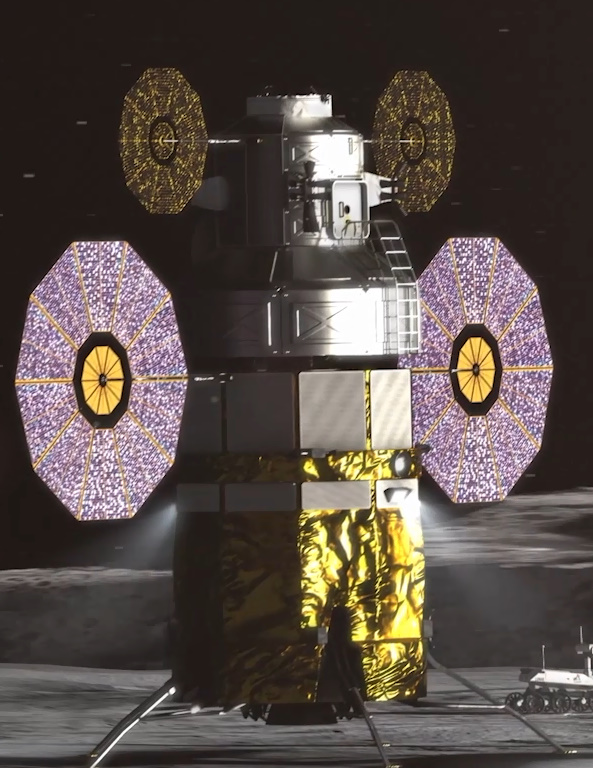
Marcador de posición actualizado del Advanced Exploration Lander de la NASA

El Advanced Exploration Lander es un proyecto de nave de aterrizaje compuesto por tres etapas realizado por un equipo de la NASA y utilizado como referencia de diseño para propuestas comerciales. Tras la puesta en órbita de la Plataforma Orbital Lunar Gateway, un módulo de transferencia llevaría a la tripulación a una órbita lunar baja separándose después, a continuación el módulo de descenso realizaría el trayecto final hacia la superficie lunar. Se prevé que hasta cuatro tripulantes puedan pasar dos semanas en la superficie antes de volver a subir el módulo de ascenso, para regresar a la Plataforma Orbital. Cada módulo tendrá una masa aproximada de 12 a 15 toneladas métricas siendo empresas externas las que se encarguen de las lanzaderas para que puedan alcanzar Plataforma Orbital. Los astronautas subirán al módulo de aterrizaje en la órbita de halo de modo casi lineal hasta entrar en la Plataforma Orbital que se encuentra aproximadamente entre 1000 y 70 000 kilómetros (620 y 43 500 millas) de distancia sobre la Luna, con la órbita circular baja de aproximadamente 100 kilómetros (62 millas) de altura. Tanto el módulo de ascenso como el de transferencia podrían diseñarse para ser reutilizados, dejando el módulo de descenso en la superficie lunar.

### Propuestas del Human Landing System
El 30 de septiembre de 2019, la NASA emitió una solicitud para el desarrollo y la demostración tecnológica de un Human Landing System (HLS - Sistema de Aterrizaje Tripulado) para llevar humanos a la superficie lunar en 2024 y el posterior desarrollo y la demostración tecnológica de un HLS más sostenible para 2026 conocido como NextSTEP H. La admisión de propuestas se cerró el 5 de noviembre de 2019. Parte de las propuestas presentadas fueron las siguientes; no todas se hicieron públicas. El presupuesto propuesto de 2021 para un HLS fue de 3.7 mil millones de dólares. En marzo de 2020 se anunciaron los contratos concedidos.
- En octubre de 2019, se infomó que las empresas Blue Origin, Lockheed Martin, Northrop Grumman y Draper Laboratory colaborarán conjuntamente para crear una propuesta de un 'Sistema de aterrizaje tripulado'.[78] Blue Origin sería el contratista principal con su Blue Moon Lunar Lander como etapa de descenso. Lockheed Martin construiría la etapa de ascenso. Northrop Grumman construiría una etapa de transferencia basada en su nave espacial Cygnus. El módulo de aterrizaje se lanzaría en el cohete reutilizable New Glenn de Blue Origin.[73]
- El proyecto de HLS de Boeing fue presentado a la NASA a principios de noviembre de 2019. El módulo de aterrizaje consta de una etapa de descenso y ascenso teniendo la etapa de descenso la capacidad de soltar el módulo de aterrizaje, lo que eliminará la necesidad de una tercera etapa de transferencia. El módulo de aterrizaje está diseñado para ser lanzado con un SLS Bloque 1B en lugar de ensamblarse en múltiples lanzamientos. El módulo de aterrizaje tampoco requeriría utilizar la Plataforma Orbital pudiendo atracar directamente con la nave Orión y así convertir ese proceso de la misión en algo más fácil. Boeing se asoció a Intuitive Machines para proporcionar motores[74] y también planea reutilizar tecnologías clave de su CST-100 Starliner.[75] A su vez se planeó una alternativa para el lanzamiento del módulo de aterrizaje: en caso de que el Bloque 1S de SLS no estuviera disponible para 2024, la etapa de descenso se lanzaría con un Bloque 1, mientras que la etapa de ascenso sería lanzada por un lanzador comercial y ensamblada en una órbita lunar.[76]
- La directora de operaciones de SpaceX, Gwynne Shotwell, informó en octubre de 2019 que la compañía hizo una propuesta para Artemis. Los detalles no se hicieron públicos, salvo que la propuesta está relacionada con Falcon Heavy y que la nave espacial "también se podrá aprovechar".[77]
- El 9 de enero de 2020, John Roth, vicepresidente de desarrollo comercial de la empresa Space Systems de SNC, reveló que un equipo dirigido por Sierra Nevada Corporation y Dynetics presentó una propuesta de HLS a la NASA. No se dispone de información sobre la propuesta, salvo que existe y que se presentó antes de la fecha límite, noviembre de 2019.[78]
- El 16 de abril de 2021, la NASA adjudica el proyecto HLS a la empresa SpaceX[79] por un valor de 2890 millones de dólares.

### Propuestas presentadas
En mayo de 2019, la NASA informó que estaba estudiando 11 contratos, relacionados con vehículos de transferencia, elementos de descenso, prototipos de elementos de descenso, estudios de elementos de reabastecimiento de combustible y prototipos, que suman un total de 45.5 millones de dólares. Uno de los requisitos obligatorios es que las empresas seleccionadas deberán contribuir al menos con el 20 % del presupuesto total del proyecto "para reducir gastos a los contribuyentes y alentar inversiones privadas pioneras para la economía lunar".
| Empresa                             | Vehículo |
| ----------------------------------- | --- |
| Aerojet Rocketdyne                  | Proyecto de un vehículo de transferencia. |
| Blue Origin                         | Proyecto de un módulo de descenso, proyecto de módulo de transferencia y un prototipo de vehículo de transferencia. |
| Boeing                              | Proyecto de módulo de descenso, dos prototipos de módulos de descenso, un proyecto de módulo de transferencia, un prototipo de vehículo de transferencia, un proyecto de módulo de reabastecimiento y un prototipo de elemento de reabastecimiento |
| Dynetics                            | Proyecto de módulo de descenso y cinco prototipos de módulos de descenso. |
| Lockheed Martin                     | Proyecto de módulo de descenso, cuatro prototipos de módulos de descenso, un proyecto de módulo de transferencia y un proyecto de módulo de reabastecimiento.                                                                                      |
| Masten Space Systems                | Un prototipo de módulo de descenso. |
| Maxar (anteriormente SSL)           | Un proyecto de módulo de reabastecimiento y un prototipo de módulo de reabastecimiento. |
| Northrop Grumman Innovation Systems | Proyecto de módulo de descenso, cuatro prototipos de módulos de descenso, un proyecto de módulo de reabastecimiento y un prototipo de módulo de reabastecimiento.                                                                                  |
| OrbitBeyond                         | Dos prototipos de módulos de reabastecimiento. |
| Sierra Nevada Corporation           | Proyecto de módulo de descenso, un prototipo de módulo de descenso, un proyecto de módulo de transferencia, un prototipo de módulo de transferencia y un proyecto de módulo de reabastecimiento.                                                   |
| SpaceX                              | Proyecto de módulo de descenso, prototipo de un módulo de descenso. |

### HERACLES
HERACLES (Human-Enhanced Robotic Architecture and Capability for Lunar Exploration and Science - Arquitectura robótica mejorada para humanos y capacidad para exploración científica lunar) es una nave espacial realizado por las agencias ESA-JAXA-CSA conjuntamente que contará con un módulo de aterrizaje llamado European Large Logistic Lander (EL3), configurable para diferentes operaciones como transportar hasta 1,5 toneladas de carga útil, retorno de muestras o prospección de recursos encontrados en la Luna. La ESA aprobó el proyecto en noviembre de 2019. Su primera misión está prevista sea realizada aproximadamente en 2027.
El módulo de aterrizaje EL3, tendrá una masa de aterrizaje aproximada de 1800 kg (4000 lb). Siendo capaz de transportar un rover explorador de nacionalidad canadiense, con el que buscará recursos potenciales y cargará muestras de hasta 15 kg (33 lb) en el módulo de ascenso. Será programado para que una de sus operaciones sea el desplazamiento durante varios kilómetros por la cuenca Schrödinger, en la cara oculta de la Luna para explorar y recolectar muestras para cargar posteriormente en el módulo de aterrizaje EL3. El módulo de ascenso regresaría las veces necesarias a la Plataforma Orbital Lunar Gateway, donde un brazo robótico de nacionalidad canadiense lo recogería junto con las muestras para luego ser transferidas a una nave espacial Orion que se dirigiría a la Tierra con los astronautas que regresen.

### Moon Cruiser
Diseñado por Airbus Defence and Space, el Moon Cruiser es un vehículo logístico basado en la nave espacial ATV y el módulo de servicio ESM de Orión, que se utilizará como soporte auxiliar de la Plataforma Orbital Lunar Gateway. Será una aportación de la ESA para la Plataforma Orbital, actualmente se encuentra en proceso de diseño. Será lanzado desde un Ariane 6, siendo una de sus principales funciones reabastecer de combustible los aterrizadores lunares y transportar cargas a la Plataforma Orbital. También se utilizará para transportar el módulo europeo ESPRIT a la Plataforma Orbital en 2025. Otro de los destinos para el que ha sido propuesto es para servir de etapa de transferencia para un módulo de aterrizaje lunar. Existen varios proyectos para una variante de aterrizaje del vehículo, aunque no han tenido financiación.

## Trajes espaciales

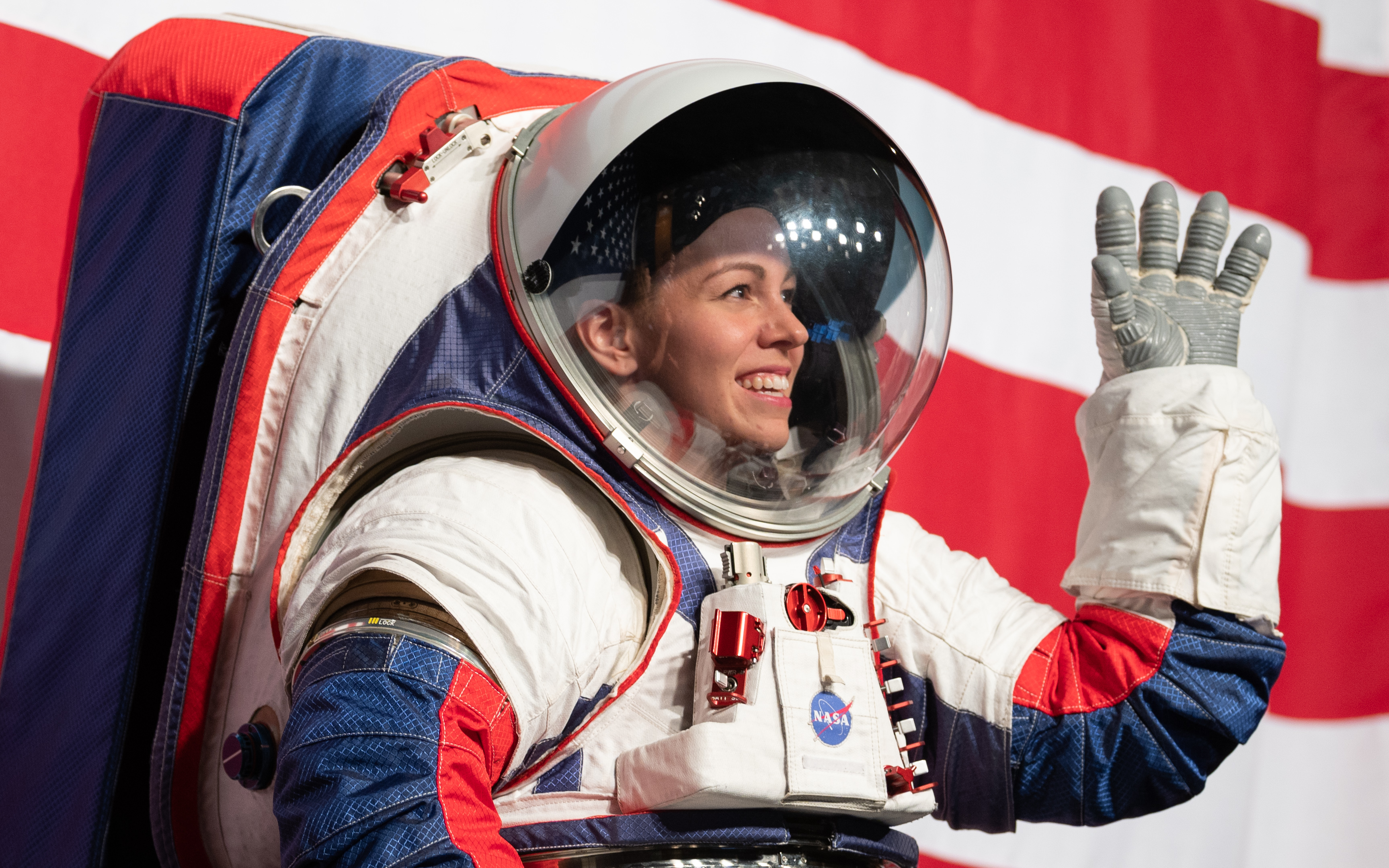
Traje de astronauta xEMU para actividad extravehicular (EVA) en la superficie lunar

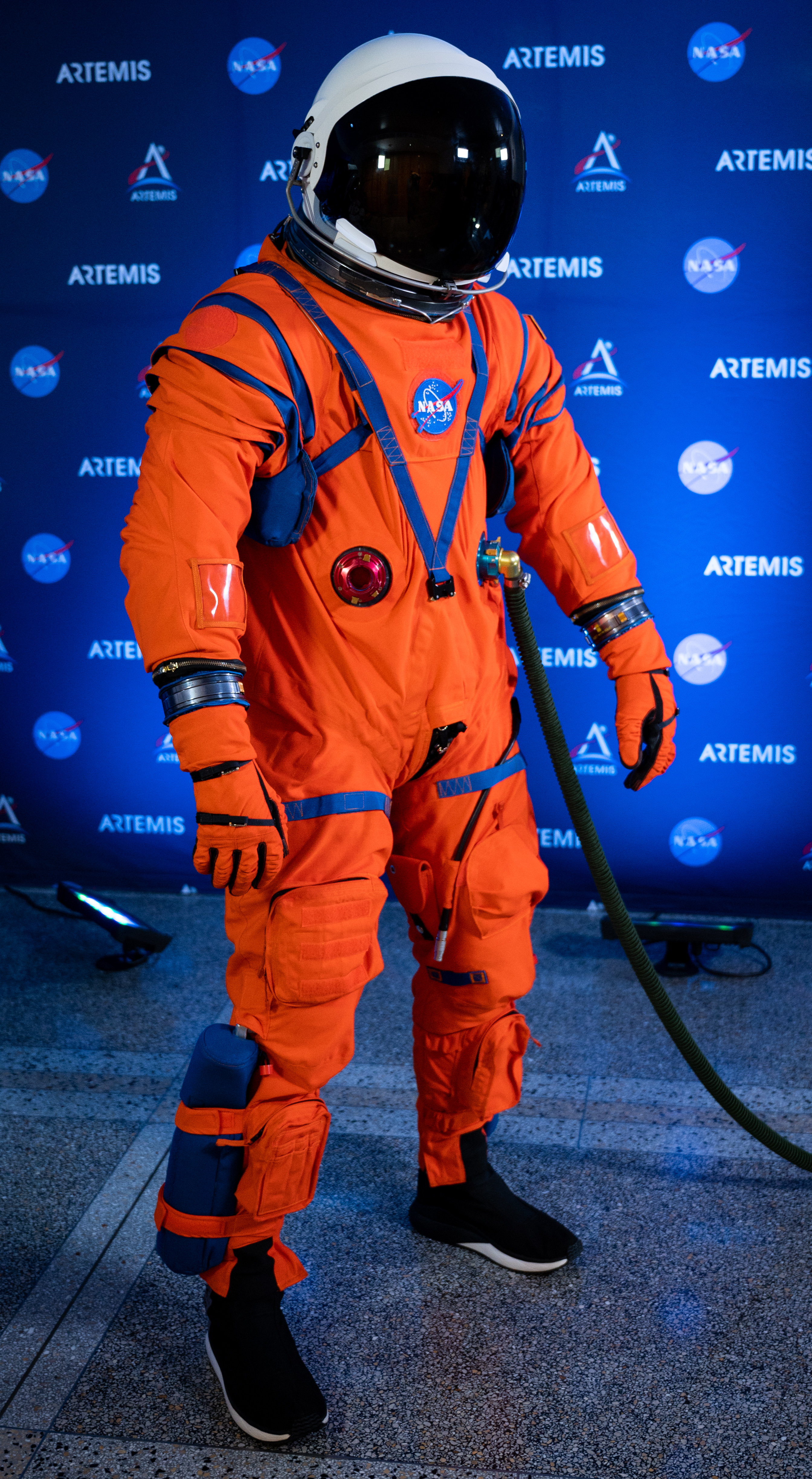
Traje de astronauta OCSS para lanzamiento y reingreso

El programa Artemis utilizará dos tipos de trajes espaciales: la Exploration Extravehicular Mobility Unit (xEMU - Unidad de exploración de movilidad extravehicular), y el Orion Crew Survival System (OCSS - Sistema de supervivencia para la tripulación de Orión).
El xEMU se utilizará para deambular por la superficie lunar, con una autonomía de hasta ocho horas. El traje posee articulaciones móviles y un cojinete para permitir el giro de la cintura. Los micrófonos y altavoces de audio están dentro del casco, en lugar de usar el tradicional "Snoopy cap". El astronauta se mete en el traje entre la mochila y el resto del traje; se prescindió de las cremalleras, que fue un problema con los trajes Apolo.
El OCSS se utilizará dentro de la nave espacial Orion durante el despegue y el reingreso, para caso de emergencia de despresurización. La capa exterior del traje es anaranjada para permitir la visibilidad en el océano si los astronautas necesitasen salir de la nave espacial sin ninguna ayuda del personal de recuperación. También incluye articulaciones de hombro mejoradas para una mejor movilidad así como una mayor resistencia al fuego.

## Equipo de astronautas
El 10 de enero de 2020, el grupo de astronautas 22.º de la NASA, fue graduado y asignado al programa Artemis, tienen el apodo de "Tortugas". Incluye dos astronautas de la Agencia Espacial Canadiense (CSA). Obtuvo su apodo del grupo anterior de astronautas, "The 8-Balls", como es tradición desde los "Mercury Seven" en 1962, que posteriormente proporcionó el apodo "Next Nine". Se les dio este nombre, en su mayor parte, debido al huracán Harvey. Algunos de los astronautas volarán en las misiones de Artemis a la Luna y puede que formen parte de la primera misión tripulada a Marte.
El 13 de enero de 2019, la NASA presentó a los astronautas que conformarán la misión. Se compone de 6 mujeres y 7 hombres, elegidos entre más de 18 000 candidatos.

### Seleccionados estadounidenses
- Kayla Barron (nacido en 1987): Teniente, Marina de los EE. UU.
- Zena Cardman (nacida en 1987): Bióloga
- Raja Chari (nacido en 1977): Coronel, Fuerza Aérea de EE. UU.
- Matthew Dominick (nacido en 1981): Teniente Comandante, Marina de los EE. UU.
- Bob Hines (nacido en 1975): Piloto de investigación de la NASA
- Warren Hoburg (nacido en 1985): Profesor asistente de Aeronáutica y Astronáutica, Instituto de Tecnología de Massachusetts
- Jonny Kim (nacido en 1984): Teniente, médico de la Marina de los EE. UU., Ex SEAL de la Marina de los EE. UU.
- Robb Kulin (nacido en 1983): Ingeniero jefe de lanzamiento, SpaceX - Renunció en agosto de 2018 antes de completar su entrenamiento.[98]
- Jasmin Moghbeli (de origen iraní - nacida en 1983): Mayor, Cuerpo de Marines de EE. UU.
- Loral O'Hara (nacido en 1983): Ingeniero de investigación, Institución Oceanográfica de Woods Hole
- Francisco Rubio (de origen Salvadoreño - nacido en 1975): Teniente coronel, Ejército de EE. UU.
- Jessica Watkins (nacida en 1988): Geóloga, becaria postdoctoral, Instituto de Tecnología de California

### Seleccionados canadienses
- Joshua Kutryk (nacido en 1982): Teniente Coronel, Fuerzas Armadas Canadienses, piloto de pruebas, piloto de combate, ingeniero
- Jenni Sidey (nacido en 1988): Ingeniero mecánico, científico de la combustión y profesor[99]

## Críticas
El programa Artemis ha recibido críticas de varios profesionales del espacio:
Mark Whittington, colaborador del periódico The Hill y autor de varios estudios sobre exploración espacial, declaró en un artículo que el "proyecto de órbita lunar no nos ayuda a volver a la Luna".
El ingeniero aeroespacial, Robert Zubrin, escritor, Doctor ingeniero aeroespacial y fundador de la Mars Society, expresó su disgusto por la Plataforma Orbital Lunar Gateway, que forma parte del programa Artemis. Presentó un enfoque alternativo para un aterrizaje lunar tripulado en 2024 llamado Moon Direct, sucesor de su propuesta Mars Direct. Desde su punto de vista, no se utilizaría el SLS ni Orión, reemplazándolos con vehículos de lanzamiento de SpaceX y la nave espacial Dragon 2. También propone el uso de un pesado aterrizador que se reabastecerá en la superficie lunar a través de la utilización de recursos in situ y transferiría a la tripulación de LEO a la superficie lunar. El concepto se parece mucho a la propuesta del propio Sistema de Transporte Espacial de la NASA de la década de 1970.
El exastronauta del Apolo 11, Buzz Aldrin no está de acuerdo con los objetivos y prioridades actuales de la NASA, incluidos sus planes para un puesto avanzado lunar. También cuestionó el beneficio de la idea de "enviar una tripulación a un punto intermedio en el espacio, recoger un módulo de aterrizaje y bajar". Sin embargo, apoyó el concepto Moon Direct de Robert Zubrin, que involucra a los aterrizadores lunares que viajan desde la órbita de la Tierra a la superficie lunar y viceversa.

## Proyecto de Ley de Autorización de la Cámara de 2020
La dirección del Comité de Ciencias de la Cámara presentó el 24 de enero de 2020 un proyecto de ley bipartidista de autorización de la NASA que alteraría significativamente los planes de la NASA para llevar una tripulación a la Luna y más bien se centrara en una misión orbital a Marte en 2033. El proyecto de ley H.R. 5666 retrasaría la fecha de aterrizaje lunar cuatro años hasta 2028 y antepondría un amplio número de misiones de exploraciones al programa referente. Los principales cambios incluyen:
- Creación de un nuevo programa Luna a Marte con el objetivo de llevar una tripulación a Marte "de manera sostenible tan pronto como sea posible".
- Retrasar a 2028 como fecha para que la tecnología evolucione y así realizar un aterrizaje lunar seguro.
- Sistema de aterrizaje tripulado (HLS) desarrollado por la NASA, similar a la Advanced Exploration Lander o el diseño del prescindible Altair.
- Sistema integrado Orion/HLS que se lanzaría con el Sistema de Lanzamiento Espacial en un solo Bloque 1B, similar a la combinación Saturno/Apolo que posiblemente use el diseño Boeing HLS.
- Realización de un vuelo de prueba sin tripulación y otro tripulado del HLS antes de intentar un aterrizaje lunar, algo que actualmente no se contempla.
- Una vez operativo, el sistema podría realizar dos aterrizajes lunares al año en lugar de uno.
- No establecer aún una base en la superficie lunar, las misiones seguirían el enfoque de "bandera y pasos" del programa Apolo.
- Desarrollo de la Plataforma Orbital Lunar Gateway como un programa distinto para probar tecnologías de transporte de Marte sin ser necesario para operaciones lunares.
- Las tecnologías ISRU se gestionarían bajo un programa distinto de la campaña Luna a Marte sin ser necesarias para ninguna de las misiones.
- La financiación de la Estación Espacial Internacional se ampliaría hasta 2030.

## Misiones

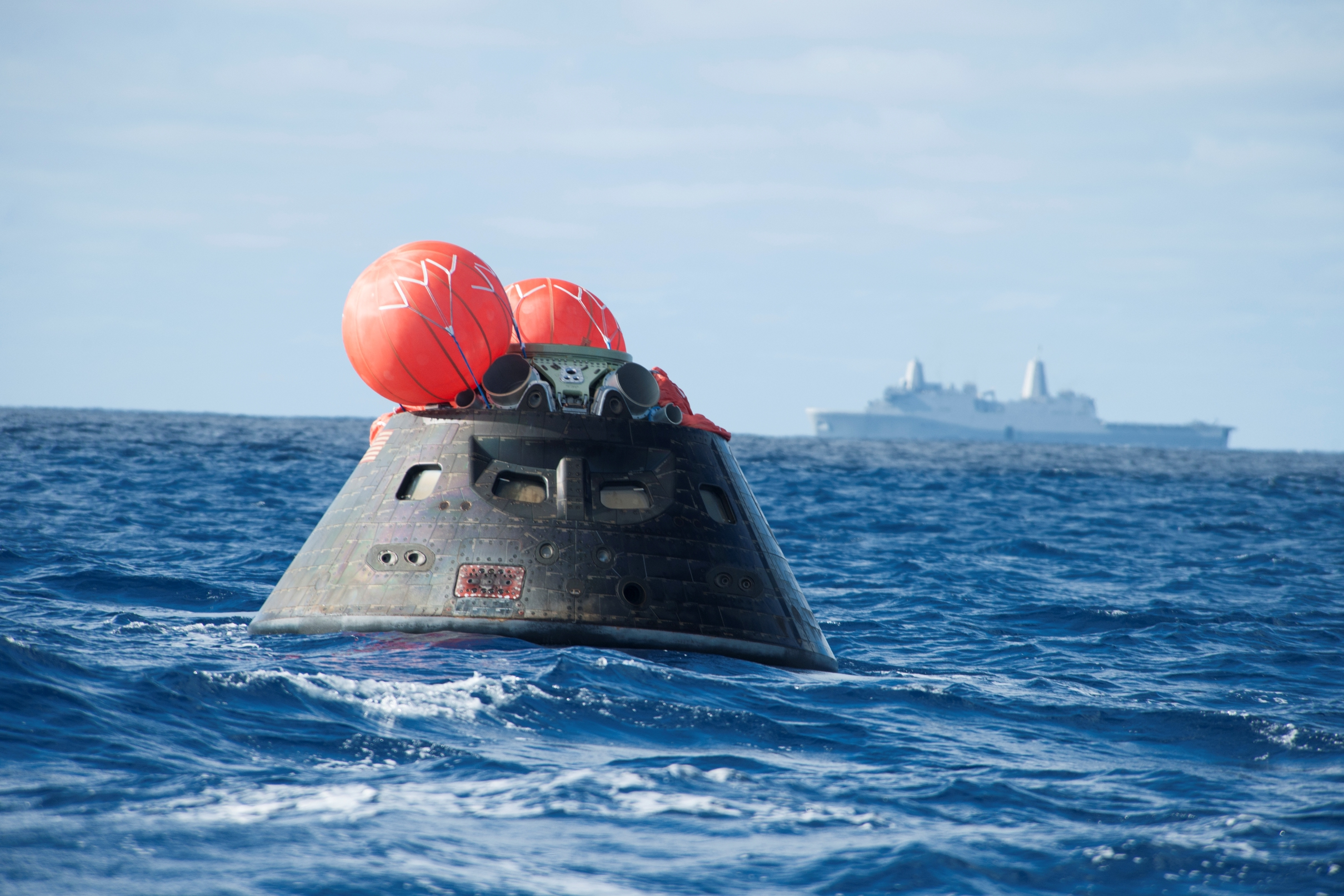
La cápsula Orión en el océano Pacífico, tras la exitosa misión de prueba Exploration Flight Test-1

### Pruebas de la cápsula
Antes del lanzamiento de Artemis 1, se realizaron tres pruebas con la nave espacial Orión. La segunda y última misión con el anterior programa Constelación, Pad Abort-1,[cita requerida] se puede decir que fue la primera prueba realizada con éxito de Orión, se lanzó utilizando un sistema de escape para el lanzamiento al lanzarse utilizando una cápsula-simulador de la nave espacial el 6 de mayo de 2010. La segunda prueba de Orión fue Exploration Flight Test-1 el 5 de diciembre de 2014. Una versión simplificada de la nave espacial Orion fue lanzada con un cohete Delta IV Heavy, y se probó un sistema de control de reacción haciendo dos órbitas alrededor de la Tierra, alcanzó un apogeo de 5800 kilómetros (3600 millas) antes de realizar una reentrada a 32 000 kilómetros por hora (20 000 mph). La tercera y última prueba de Orión se realizó el 2 de julio de 2019, antes de ser lanzada desde Artemis 1 fue Ascent Abort-2, donde se probó un sistema de escape de lanzamiento mejorado, esta vez con carga una aerodinámica máxima, de 10 000 kg (22 000 lb) de peso, la nave de prueba de Orión fue lanzada utilizando de lanzadera un vehículo construido por la empresa Orbital Sciences Corporation.
| Misión                    | Insignia                           | Lanzamiento                                                 | Tripulación | Vehículo de lanzamiento                                                 | Resultado         | Duración              |
| ------------------------- | ---------------------------------- | ----------------------------------------------------------- | ----------- | ----------------------------------------------------------------------- | ----------------- | --------------------- |
| Pad Abort 1               |                                    | - 6 de mayo de 2010 - White Sands LC-32E                    | No          | Orion Sistema de escape para el lanzamiento (LAS - Launch Abort System) | Lanzado con éxito | 95 segundos           |
| Exploration Flight Test-1 | Insignia Exploration Flight Test 1 | - 5 de diciembre de 2014, 12:05 UTC - Cabo Cañaveral SLC-37 | No          | - Delta IV Heavy - (Delta 369)                                          | Lanzado con éxito | 4 horas 24 minutos    |
| Ascent Abort-2            | Insignia Ascent Abort-2            | - 2 de julio de 2019, 11:00 UTC - Cabo Cañaveral SLC-46     | No          | Orion Abort Test Booster                                                | Lanzado con éxito | 3 minutos 13 segundos |

### Misiones
Una primera misión de prueba no tripulada. Las misiones tripuladas de Artemis se lanzan con el Sistema de Lanzamiento Espacial (SLS) desde el Complejo de lanzamiento 39B del Centro espacial John F. Kennedy. Según lo planificado algunos equipos de soporte serán lanzados desde otros vehículos y desde otras plataformas de lanzamiento.
| Misión                      | Insignia | Destino                    | Tripulación                                               | Carga útil   | Cohete                 | Fecha                                                                                         | Duración | Descripción | Estado                         |
| --------------------------- | -------- | -------------------------- | --------------------------------------------------------- | ------------ | ---------------------- | --------------------------------------------------------------------------------------------- | -------- | --- | ------------------------------ |
| Artemis 1                   |          | Órbita lunar               | -                                                         | 13 satélites | SLS Block 1            | Lanzamiento: 16 de noviembre de 2022, 06:47 UTC Amerizaje: 11 de diciembre de 2022, 17:40 UTC | 25 días  | La nave Orión no tripulada Artemis 1, siguió una trayectoria de retorno libre alrededor de la Luna. El SLS lanzó además hasta trece satélites de pequeño tamaño rumbo a la Luna. | Éxito                          |
| Artemis 2                   |          | Órbita lunar               | - Reid Wiseman Victor Glover Christina Koch Jeremy Hansen | Orión        | SLS Block 1            | Abril de 2026                                                                                 | ~10 días | Será la primera misión tripulada de la cápsula Orión, que llevará a cuatro astronautas en una trayectoria de retorno libre. Será una misión de prueba parecida a la realizada en 1968 en el marco programa Apolo (Apolo 8)                                                                         | En planificación (Confirmada). |
| Artemis 3                   |          | Superficie lunar           | TBA                                                       | Orión        | SLS Block 1            | Mediados de 2027                                                                              | ~10 días | Será la primera misión tripulada a la superficie de la Luna desde 1972 (Apolo 17). Una tripulación de 2-4 astronautas se acoplará en órbita lunar con el Starship HLS de SpaceX y bajarán a la superficie para una misión de unos días.                                                            | En planificación               |
| Artemis 4                   |          | Gateway + Superficie lunar | TBA                                                       | Orión        | SLS Block 1B + I-HAB   | 2029                                                                                          | ~10 días | 2-4 astronautas viajarán a la estación lunar Gateway. Algunos de ellos bajarán en un Starship HLS de SpaceX a la superficie lunar para una misión de varios días. Se acoplará el módulo H-HAB en la estación lunar. Será el primer vuelo en la versión mejorada del SLS que tiene mayor capacidad. |                                |
| Artemis 5                   |          | Gateway + Superficie lunar | TBA                                                       | Orión        | SLS Block 1B + ESPRIT  | 2030                                                                                          | ~10 días | Se espera una misión similar a Artemis 4. Se acoplará el módulo ESPRIT en la estación lunar. El módulo de aterrizaje será el HLS Blue Moon de Blue Origin. |                                |
| Artemis 6                   |          | Gateway + Superficie lunar | TBA                                                       | Orión        | SLS Block 1B + Airlock | 2031                                                                                          | ~10 días | Se espera una misión similar a Artemis 4. Se acoplará el módulo Airlock en la estación lunar |                                |
| Artemis 7 al 10, y más allá |          | Gateway + superficie lunar | TBA                                                       | Orión        | SLS Block 1B           | 2032-2035                                                                                     | ~10 días | Se espera una misión similar a Artemis 4. Se pretende llevar el primer rover presurizado a la superficie lunar. las misiones 8 al 10 serían más extendidas con el fin de establecer formalmente la base lunar.                                                                                     |                                |

### Propuesta
La NASA está centrada principalmente en llevar a cabo la misión Artemis III, que llevará de vuelta a seres humanos a la Luna. A partir de ahí hasta Artemis VII, se espera la construcción de la estación espacial Gateway. Una vez realizadas varias misiones a la superficie lunar, y estando la estación lunar completada, se esperan varias misiones a bases lunares permanentes que permitan estancias de mayor duración.
| Misión     | Destino                       | Carga útil | Cohete       | Fecha                               | Descripción |
| ---------- | ----------------------------- | ---------- | ------------ | ----------------------------------- | --- |
| Artemis 8  | Órbita lunar superficie lunar | Orión      | SLS Block 1B | 2032 (duración aproximada 60 días)  | De cara a misiones a partir de Artemis 8 en adelante, se espera tener una base lunar permanente en el polo sur lunar que permita estancias de mayor duración. |
| Artemis 9  | Órbita lunar superficie lunar | Orión      | SLS Block 2  | 2033 (duración aproximada 60 días)  | Será el primer vuelo en el SLS versión 2. |
| Artemis 10 | Superficie lunar              | Orión      | SLS Block 2  | 2034 (duración aproximada 180 días) | - |
| Artemis 11 | Superficie lunar              | Orión      | SLS Block 2  | 2035 (duración aproximada 365 días) | - |

### Misiones de apoyo del programa Artemis
Como parte del programa Artemis, ciertas misiones complementarias ayudan al éxito del programa. Las misiones lanzadas por el momento están recogidas en la siguiente tabla:
| Fecha | Objetivo de la misión                                                                                    | Nombre de la misión                                                                              | Destino          | Vehículo de lanzamiento | Estado      |
| --- | --- | ------------------------------------------------------------------------------------------------ | ---------------- | ----------------------- | ----------- |
| Lanzamiento: 28 de junio de 2022, 09:55 UTC Inserción en órbita lunar: 14 de noviembre de 2022, 00:39 UTC | Orbitador lunar que probará y verificará la estabilidad orbital para la Plataforma Orbital Lunar Gateway | Cislunar Autonomous Positioning System Technology Operations and Navigation Experimen (CAPSTONE) | Órbita lunar     | Electron, Rocket Lab    | Operacional |
| Febrero de 2024                                                                                           | Primer lanzamiento del módulo de aterrizaje lunar Nova-C, diseñado por Intuitive Machines                | IM-1                                                                                             | Superficie lunar | Falcon 9, SpaceX        | Éxito       |

### Futuras misiones de apoyo
Algunas son alunizajes de aterrizadores y rover para realizar experimentos en superficie a través del programa Commercial Lunar Payload Services y otras son módulos destinados a la Plataforma Orbital Lunar Gateway.
| Fecha                   | Objetivo de la misión | Nombre de la misión                                                                 | Destino          | Vehículo de lanzamiento           | Estado      |
| ----------------------- | --- | ----------------------------------------------------------------------------------- | ---------------- | --------------------------------- | ----------- |
| Febrero de 2024         | Primer lanzamiento del módulo de aterrizaje lunar Nova-C, diseñado por Intuitive Machines | IM-1                                                                                | Superficie lunar | Falcon 9, SpaceX                  | Éxito       |
| 24 de diciembre de 2023 | Primer lanzamiento del módulo de aterrizaje lunar Peregrine lunar lander, diseñado por Astrobotic | Peregrine 1                                                                         | Superficie lunar | Vulcan, United Launch Alliance    | Fracaso     |
| 2024                    | Demostración tecnológica para convertir hielo lunar en H2O | PRIME-1                                                                             | Superficie lunar | Falcon 9, SpaceX                  | Planificada |
| 2024                    | Transporte demo 1 de baterías de combustible a la superficie lunar mediante un aterrizador de Commercial Lunar Payload Services (CLPS)                                                                   | Misión de apoyo                                                                     | Superficie lunar | Vehículo de lanzamiento comercial | Planificada |
| 2024                    | Lanzamiento de rover VIPER de NASA en el módulo de aterrizaje lunar Griffin. | Volatiles Investigating Polar Exploration Rover (VIPER)                             | Superficie lunar | Falcon Heavy, SpaceX              | Planificada |
| NET 2024                | Lanzamiento y puesta en órbita lunar del primer y segundo módulo de la Plataforma Orbital Lunar Gateway                                                                                                  | Elemento de Propulsión y Energía (PPE) y Habitation and Logistics Outpost (HALO)    | Órbita lunar     |                                   | Planificada |
| NET 2024                | Puesta en órbita lunar de parte inferior, media y superior del módulo de descenso a la superficie de Artemis 3, para bajar a la superficie lunar y luego regresar a la Plataforma Orbital Lunar Gateway  | Misión de apoyo                                                                     | Órbita lunar     |                                   | Planificada |
| NET 2024                | Subsistema de utilización de recursos in situ (ISRU), conversión de regolito lunar a O2, realizado por tripulación.                                                                                      | Misión de apoyo                                                                     | Superficie lunar |                                   | Planificada |
| NET 2025                | Lanzamiento y puesta en órbita lunar del tercer módulo de la Plataforma Orbital Lunar Gateway | European System Providing Refueling, Infrastructure and Telecommunications (ESPRIT) | Órbita lunar     |                                   | Planificada |
| NET 2025                | Puesta en órbita lunar de parte inferior, media y superior del módulo de descenso a la superficie de Artemis 4, para bajar a la superficie lunar y luego regresar a la Plataforma Orbital Lunar Gateway  | Misión de apoyo                                                                     | Órbita lunar     |                                   | Planificada |
| NET 2025                | Transporte demo 2 de baterías de combustible a la superficie lunar mediante un aterrizador de Commercial Lunar Payload Services (CLPS)                                                                   | Misión de apoyo                                                                     |                  | Vehículo de lanzamiento comercial | Planificada |
| NET 2026                | Lanzamiento y puesta en órbita lunar del cuarto módulo de la Plataforma Orbital Lunar Gateway | iHAB                                                                                | Órbita lunar     |                                   | Planificada |
| NET 2026                | Puesta en órbita lunar de parte inferior, media y superior del módulo de descenso a la superficie de Artemis 5, para bajar a la superficie lunar y luego regresar a la Plataforma Orbital Lunar Gateway  | Misión de apoyo                                                                     | Órbita lunar     |                                   | Planificada |
| NET 2027                | Lanzamiento y puesta en órbita lunar del quinto módulo de la Plataforma Orbital Lunar Gateway | Módulo de estación lunar Gateway                                                    | Órbita lunar     |                                   | Planificada |
| NET 2027                | Puesta en órbita lunar de parte inferior, media y superior del módulo de descenso a la superficie de Artemis 6, para bajar a la superficie lunar y luego regresar a la Plataforma Orbital Lunar Gateway  | Misión de apoyo                                                                     | Órbita lunar     |                                   | Planificada |
| NET 2027                | Integrar sistemas de gestión de fluidos criogénicos a la Plataforma Orbital Lunar Gateway | Misión de apoyo                                                                     | Órbita lunar     |                                   | Planificada |
| NET 2027                | Misión de demostración de tripulación sobre superficie | Misión de apoyo                                                                     | Superficie lunar |                                   | Planificada |
| NET 2028                | Lanzamiento y puesta en órbita lunar del sexto módulo de la Plataforma Orbital Lunar Gateway | Módulo de estación lunar Gateway                                                    | Órbita lunar     |                                   | Planificada |
| NET 2028                | Repostaje de combustible de parte inferior, media y superior de módulo de descenso a la superficie de Artemis 7, para bajar a la superficie lunar y luego regresar a la Plataforma Orbital Lunar Gateway | Misión de apoyo                                                                     | Órbita lunar     |                                   | Planificada |
| NET 2028                | Transporte del módulo Foundation Hab al polo sur de la Luna | Misión de apoyo                                                                     | Superficie lunar | SLS Bloque 2                      | Planificada |
| NET 2028                | Repostaje de combustible de parte inferior, media y superior de módulo de descenso a la superficie de Artemis 8, para bajar a la superficie lunar y luego regresar a la Plataforma Orbital Lunar Gateway | Misión de apoyo                                                                     | Órbita lunar     |                                   | Planificada |
| NET 2029                | Repostaje de combustible de parte inferior, media y superior de módulo de descenso a la superficie de Artemis 9, para bajar a la superficie lunar y luego regresar a la Plataforma Orbital Lunar Gateway | Misión de apoyo                                                                     | Órbita lunar     |                                   | Planificada |

## Galería

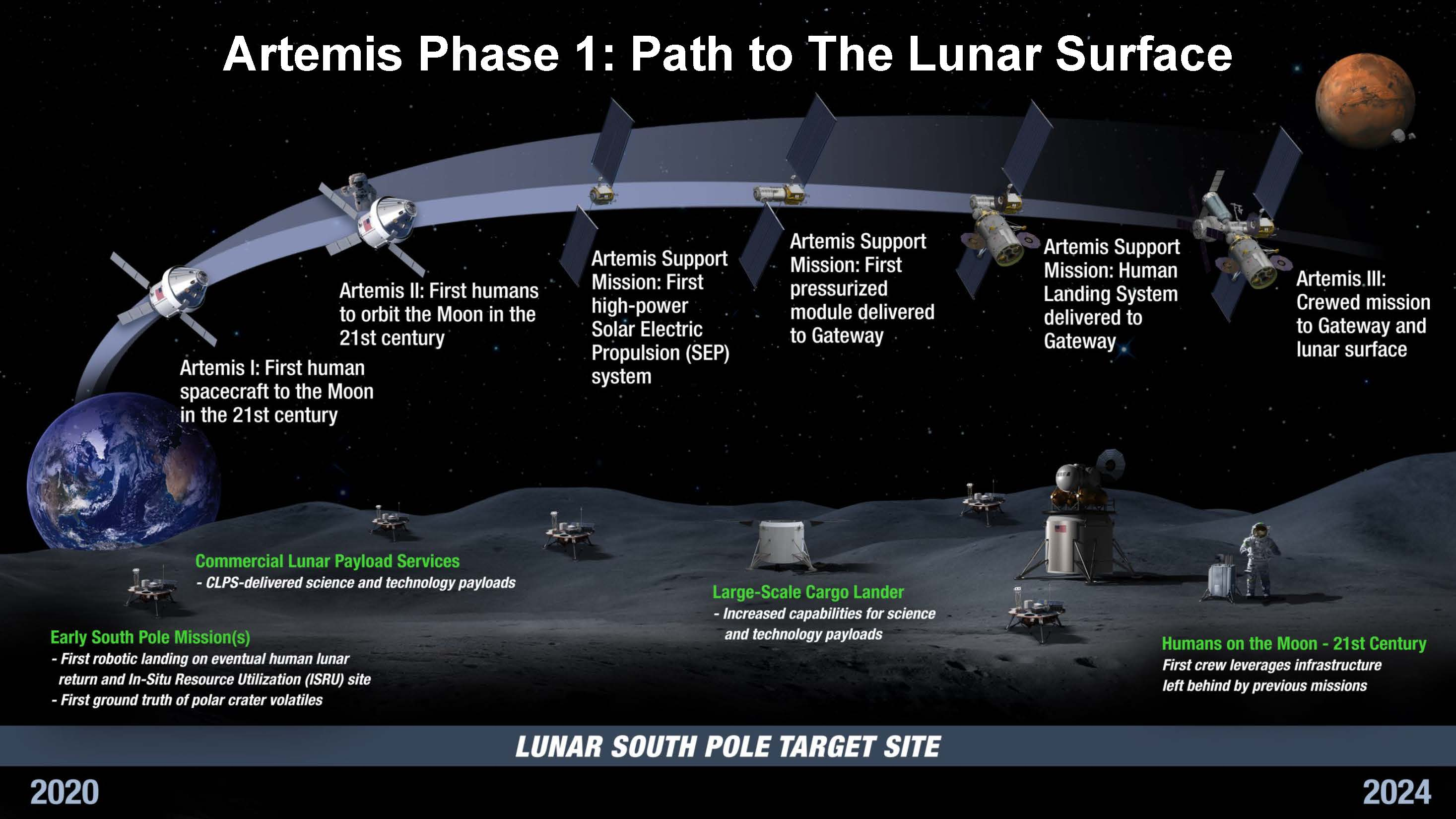
Misiones planificadas del programa Artemis
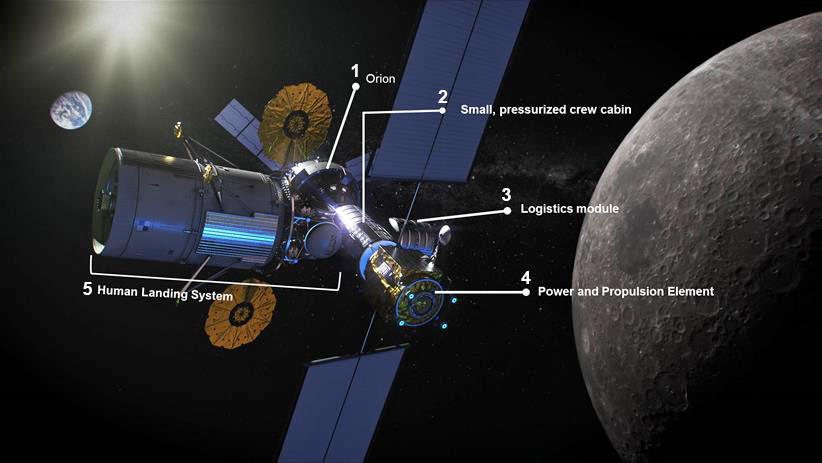
Fase 1 Plataforma Orbital Lunar Gateway con un Orion y HLS acoplados en Artemis 3
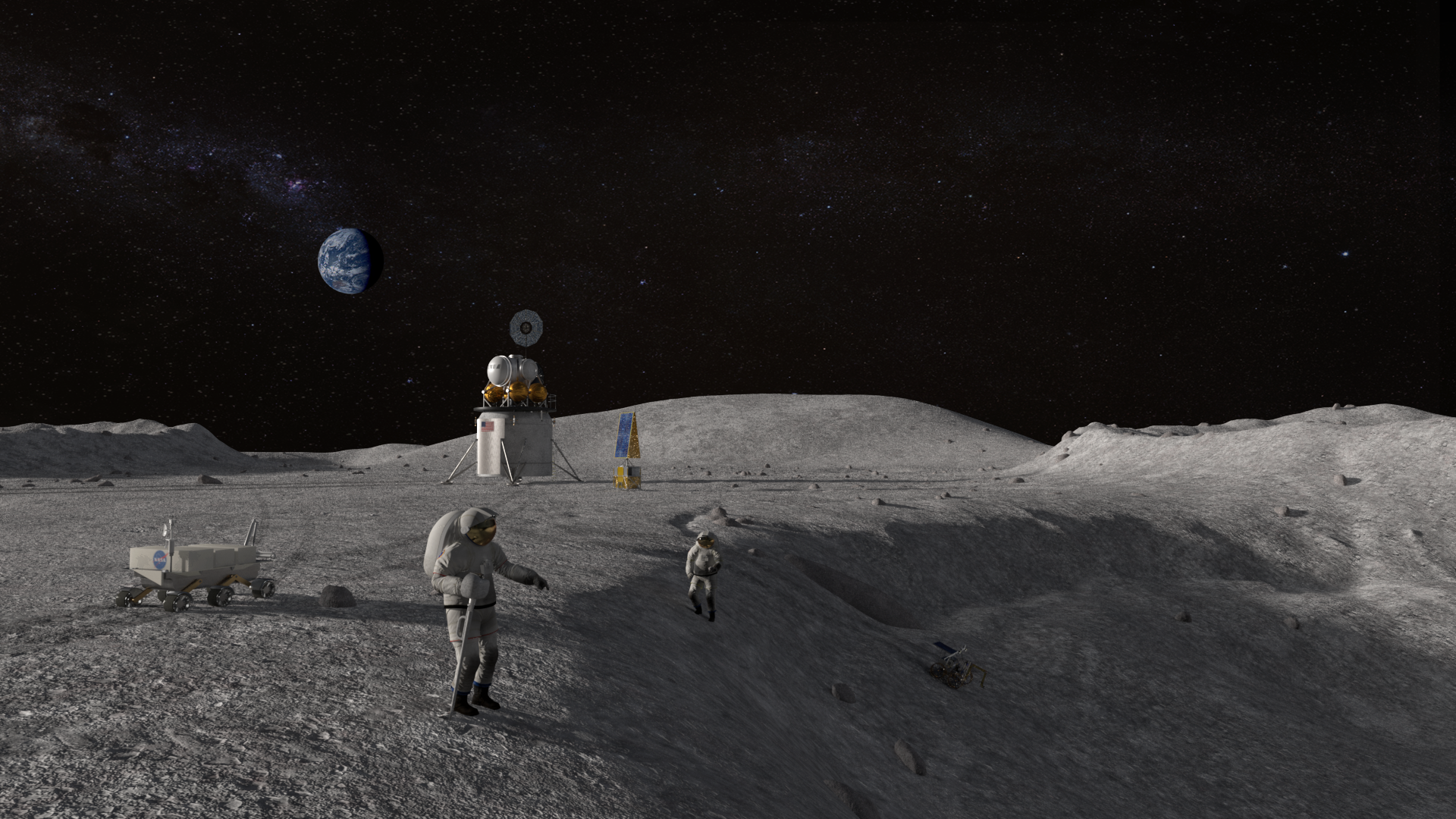
Concepto de operaciones de superficie.